# Homalium spathulatum
Homalium spathulatum är en videväxtart som beskrevs av Henry Nicholas Ridley. Homalium spathulatum ingår i släktet Homalium och familjen videväxter. Inga underarter finns listade i Catalogue of Life.